# Хризостом (Киусис)
Хризостом II (греч. Χρυσόστομος Β′, в миру Афанасий Киусис, греч. Αθανάσιος Κιούσης; 10 августа 1920, Эритре — 19 сентября 2010, Афины) — первоиерарх неканонической ИПЦ Греции (Синод Хризостома) с титулом Архиепископ Афинский всея Эллады (1986—2010).

## Биография
Родился 10 августа 1920 года в Эритре.
В 1924 году после введения в государственной Элладской православной церкви нового календарного стиля, семья Киусисов поддержала движение сторонников старого календаря.
С детства Афанасий Киусис увлекался церковным пением, но отец настаивал, чтобы сын избрал военную карьеру. Поступлению мальчика в военное училище помешала болезнь.
В 1937 году, после окончания средней школы, по благословению своего духовного отца, архимандрита Матфея (Карпафакиса), в Благовещенском монастыре в Коринфе Афанасий Киюсис принял монашеский постриг от архимандрита Каллиста (Макриса) (впоследствии — митрополит Коринфский) с наречением имени Хризостом в честь святого Иоанна Златоуста.
В 1947 году епископ Кикладский Герман (Варикопулос) рукоположил иеродиакона Хризостома в сан иеромонаха и вскоре возвел в архимандрита.
В начале 1950-х годов в период усиления гонений на старостильников, архимандрит Хризостом некоторое время провёл на нелегальном положении.
В 1955 году после кончины первого предстоятеля «флоринитского» Синода ИПЦ Греции митрополита Хризостома I (Кавуридиса) для управления Церковью был сформирован Совет в составе 12 архимандритов, куда вошёл и архимандрит Хризостом. В 1956 году он был избран генеральным секретарем Совета.
В начале 1957 года на II Всегреческом Соборе Церкви истинно-православных христиан архимандрита Хризостома избрали одним из трёх кандидатов во епископы, в связи с чем архимандрит Хризостом принял активное участие в переговорах с архиереями РПЦЗ о восстановлении апостольского преемства во «флоринитском» Синоде.
Спустя несколько лет после восстановления иерархами РПЦЗ епископата «флоринитского» Синода, в июле 1971 году архимандрит Хризостом был хиротонисан архиепископом Афинским и всея Эллады Авксентием (Пастрасом), митрополитом Пирейский Геронтием (Мариолисом), архиепископ Чилийским Леонтием (Филипповичем) (РПЦЗ) и епископом Манхэттенским Лавром (Шкурлой) (РПЦЗ) в митрополита Фессалоникийского.
В результате споров о каноничности ряда архиерейских хиротоний, совершённых Архиепископом Авксентием, митрополит Хризостом вышел из-под административного подчинения ему до 1985 года и вёл независимое существование.

### Служение Предстоятеля ИПЦ Греции
Сразу же после воссоединения митрополита Хризостома с «флоринитским» Синодом Церкви ИПХ Греции, произошедшего в 1985 году, «архиепископ Афинский и всея Эллады» Авксентий (Пастрас) был смещён и подвергнут каноническому прещению, однако последний не признал каноничности этого акта. «Авксентьевский» и «хризостомовский» Синоды продолжили параллельное существование.
Новым Председателем «флоринитского» Синода был избран Хризостом (Киюсис), возведённый в сан «архиепископа Афинского и всея Эллады». Интронизация «архиепископа» Хризостома состоялась в январе 1986 года.
В 1990-е годы от «хризостомовского» Синода отделился «каллиникитский» Синод, иерархи которого были не согласны с подписанием Архиепископом «Хартии» (устава Церкви), содержавшей некоторые юридические компромиссы с властями, касающиеся, в частности, централизации управления церковным имуществом.
В 2006—2009 годы по благословению Архиепископа Хризостома члены его Синода вели переговоры с иерархами Русской Истинно-Православной Церкви (РИПЦ) о восстановлении канонического общения, но результаты достигнуты не были.
Скончался 19 сентября 2010 года в Мегарском монастыре под Афинами, где находилась его резиденция.